# Siegfried Purner
Siegfried Purner, avstrijski rokometaš, * 16. februar 1915, † 10. februar 1944.
Leta 1936 je na poletnih olimpijskih igrah v Berlinu v sestavi avstrijske rokometne reprezentance osvojil srebrno olimpijsko medaljo.